# Usagre
Usagre – gmina w Hiszpanii, w rejonie Estremadura, w prowincji Badajoz. Zamieszkuje ją 2072 osób.